# Броннен, Арнольт
А́рнольт Бро́ннен (нем. Arnolt Bronnen, при рождении Арнольд Ханс Броннер, Arnold Hans Bronner, псевдоним А. Х. Шелле-Нётцель, A. H. Schelle-Noetzel; 19 августа 1895[…], Вена — 12 октября 1959[…], Восточный Берлин) — австрийский драматург и прозаик, примыкающий к экспрессионизму, национал-социализму и коммунизму.

## Биография
Родился 19 августа 1895 года в Вене в Австро-Венгрии. Родители: поэт, драматург и прозаик Фердинанд Броннер (Ferdinand Bronner; 1867—1948) из Аушвица и Марта, урождённая Шелле (Martha Schelle) из Вольгаста.
Ранние годы провёл в Австрийской Силезии.
В 1913 году окончил гимназию и сдал экзамен на аттестат зрелости (Matura), дающий право претендовать на получение высшего образования, и поступил в Венский университет, где изучал юриспруденцию.
Его литературным дебютом стала написанная незадолго до окончания гимназии пьеса в семи актах «Право на молодость» (Das Recht auf Jugend, 1913) о периоде полового созревания, конфликте с учителем и отцом.
После начала Первой мировой войны пошёл на военную службу добровольцем. Окончил офицерскую подготовку и направлен в императорские тирольские егеря. Получил ранение в горло и осенью 1916 года попал в итальянский плен. До 1919 года находился в плену на Сицилии.
В 1919 году вернулся в Вену и поступил в Венский университет, где изучал германистику.
В плену написал одноактную пьесу «Восстание на Бога» (Sturm gegen Gott), которую затем назвал «Штурмовой отряд» (Sturmpatrull).
В 1942 году был объявлен персоной нон грата и покинул с семьёй Берлин.
Умер 12 октября 1959 года в Восточном Берлине.

## Личная жизнь
Был прихожанином Евангелической церкви Аугсбургского исповедания, с 1943 года — католик.
Его первая жена Ольга покончила жизнь самоубийством 11 апреля 1935 года.
В 1936 году женился на журналистке Хильдегард фон Лоссов (Hildegard von Lossow). Их дети: Барбара Броннен (19 августа 1938 — 10 августа 2019) — немецкая писательница и Франциска Броннен (род. 7 октября 1940), актриса. В романе «Мои отцы» (Meine Väter, 2012) Барбара Броннен исследует историю своей семьи, деда и отца.